# Drongorati
Drongorati – jaskinia krasowa znajdująca się na wyspie Kefalinia w Grecji.
W Drongorati występuje bogata szata naciekowa. W tzw. Sali Egzaltacji, znanej z doskonałej akustyki, odbywają się koncerty